# Howards End (mini-série)
Ne doit pas être confondu avec Retour à Howards End.
Howards End est une mini-série britannico-américaine en quatre épisodes, diffusée entre le 12 novembre et le 3 décembre 2017 sur BBC One, au Royaume-Uni et le 8 avril 2018 sur Starz, aux États-Unis. Il s'agit d'une adaptation du roman éponyme d'E.M Forster, paru en 1910.
La série a été adaptée par Kenneth Lonergan et réalisée par Hettie Macdonald (en). En France, elle a été diffusée le 5 décembre 2020 sur Chérie 25.

## Synopsis
La série suit l'histoire de trois familles dont le destin s'entrecroise, les Wilcox de riches capitalistes qui ont fait fortune aux colonies, les sœurs Schlegel issues de la bourgeoisie intellectuelle et idéaliste et le couple Blast issu de la classe laborieuse.

## Fiche technique
- Titre original : Howards End
- Réalisation : Hettie MacDonald
- Scénario : Kenneth Lonergan, d'après Howards End de E.M Forster
- Direction artistique : Kate Evenden et Andrew Rothschild
- Décors : Tanya Bowd
- Costumes : Sheena Napier
- Musique : Nico Muhly
- Sociétés de production : Playground Television UK, City Entertainment, KippSter Entertainment
- Pays d'origine :  Royaume-Uni,  États-Unis
- Langue originale : anglais
- Format : couleur
- Genre : comédie dramatique
- Durée : 4x56 minutes
- Dates de sortie :
  - Royaume-Uni : 12 novembre 2017
  - États-Unis : 8 avril 2018
  - France : 5 décembre 2020

## Distribution

### Principaux
- Hayley Atwell (VF : France Renard) : Margaret Schlegel
- Matthew Macfadyen (VF : Xavier Fagnon) : Henry Wilcox
- Philippa Coulthard (VF : Cindy Lemineur) : Helen Schlegel
- Joseph Quinn (VF : Jim Redler) : Leonard Bast
- Joe Bannister (VF : Damien Ferrette) : Charles Wilcox
- Rosalind Eleazar (en) (VF : Alice Taurand) : Jacky Bast
- Alex Lawther (VF : Benjamin Bollen) : Tibby Schlegel
- Bessie Carter (VF : Chloé Biscos) : Evie Wilcox
- Jonah Hauer-King (VF : Sébastien Boju) : Paul Wilcox
- Tracey Ullman (VF : Maïk Darah) : la tante Juley Mund
- Julia Ormond (VF : Juliette Degenne) : Ruth Wilcox

### Secondaires
- Donna Banya (VF : Aurélie Konaté) : Annie
- Yolanda Kettle (en) (VF : Charlotte Daniel) : Dolly Wilcox
- Sandra Voe (en) (VF : Cathy Cerdà) : Miss Avery
- Gavin Brocker (VF : Fabien Albanese) : Crane
- Miles Jupp (en) (VF : Xavier-Adrien Laurent) : Percy Cahill
- William Belchambers (VF : Fabien Albanese) : Burton
- Hannah Traylen (en) : Nancy
- Leonie Benesch : Frieda Mosenbach

 Source et légende : version française (VF) sur RS Doublage et Doublage Séries Database